# Rio Cracul Mare (Agăstin)
O Rio Cracul Mare (Agăstin) é um rio da Romênia, afluente do Agăstin, localizado no distrito de Bacău.